# Syndrome de l'huître
Le syndrome de l'huître est une technique commerciale liée au conditionnement et à l'emballage (packaging) d'un produit. Plus il est difficile d'ouvrir l'emballage, plus il est nécessaire de fournir des efforts pour obtenir le produit et plus le produit est valorisé. L'emballage du produit ne joue donc pas seulement un rôle protecteur ou antivol.